# Muhammad Ardiansyah
Muhammad Ardiansyah (* 28. März 2003 in Makassar), oder kurz Ardiansyah, ist ein indonesischer Fußballspieler.

## Karriere
Muhammad Ardiansyah erlernte das Fußballspiele in den Jugendmannschaften des Borneo FC und PSM Makassar. Bei Makassar unterschrieb er am 9. Juni 2021 seinen ersten Profivertrag. Der Verein aus Makassar spielte in der ersten indonesischen Liga. Sein Erstligadebüt gab Ardiansyah am 6. April 2023 (33. Spieltag) im Auswärtsspiel gegen PSIS Semarang. Bei der 0:4-Niederlage wurde er nach der Halbzeitpause für Harlan Suardi eingewechselt. Am Ende der Saison 2022/23 feierte er mit dem Verein die indonesische Meisterschaft.

## Erfolge
PSM Makassar
- Indonesischer Meister: 2022/23